# Solgom
Solgom est une localité située dans le département de Namissiguima de la province du Yatenga dans la région Nord au Burkina Faso.

## Santé et éducation
Solgom accueille un centre de santé et de promotion sociale (CSPS) tandis que le centre hospitalier régional (CHR) se trouve à Ouahigouya.
Le village possède une école primaire publique.